# Prestonsburg
Prestonsburg – miasto w Stanach Zjednoczonych, w stanie Kentucky, siedziba administracyjna hrabstwa Floyd.